# Carlos de Vasconcelos
Carlos Eugénio de Vasconcelos (Fogo, Cabo Verde, 6 de setembro de 1883 - Praia, 29 de julho de 1928), foi um jornalista e político português, natural de Cabo Verde.
Carlos de Vasconcelos foi Ministro das Colónias no governo de José Domingues dos Santos, de 22 de novembro de 1924 a 15 de fevereiro de 1925.
Foi aluno da Escola de Guerra em Lisboa e funcionário aduaneiro do quadro da província de Cabo Verde desde 2 de Junho de 1905 no Fogo. Republicano desde os seus tempos de estudante, na sequência da proclamação da República em Portugal aderiu ao Partido Evolucionista. 
Foi eleito e tomou posse em 2 de janeiro de 1914 como presidente da Câmara Municipal da ilha do Fogo. Foi eleito deputado por Cabo Verde em 1922 e foi considerado um dos maiores oradores do Parlamento Português. 
Fundador e director do jornal A Acção: Orgão do Partido Republicano e defensor dos interesses da Província de Cabo Verde (1921-22), colaborou nos jornais caboverdianos A Voz de Cabo Verde, O Progresso, de que foi redactor, O Futuro de Cabo Verde, de cujo director, José do Sacramento Monteiro, era sobrinho. Colaborou ainda nos jornais continentais República (1916), Popular e Gazeta das Colónias. Também se encontra colaboração da sua autoria na revista Contemporânea (1915-1926) 
Publicou Vôos d'Ícaro, Coimbra: João R. de Moura Marques, 1901..